# FIPRESCI
FIPRESCI（フィプレシ、仏語:Fédération Internationale de la Presse Cinématographiqueの略、英語:International Federation of Film Critics）は、世界の職業的映画批評家および映画ジャーナリストの各国組織で構成され、「映画文化の推進と発展、および職業的利益の保護のために」存在する組織。通常「国際映画批評家連盟」と訳される。
1930年6月、フランス、イタリア、ベルギーの批評家が中心となってパリで結成された。現在、50か国を超える会員を持つ。日本からの加盟団体は日本映画ペンクラブである。
FIPRESCI（国際映画批評家連盟）は、カンヌ国際映画祭、ヴェネツィア国際映画祭、ベルリン国際映画祭といった映画祭の会期中に、同連盟が進取的な映画づくりであるとみなしたものを報奨するために国際映画批評家連盟賞（FIPRESCI Award）（もしくは国際批評家連盟賞）を授与する。1999年からは年に1作品、国際映画批評家連盟賞グランプリ（FIPRESCI Grand Prix、FIPRESCI グランプリ）を選んで授賞している。FIPRESCI所属の批評家600人前後の投票によって選ばれ、例年サン・セバスティアン国際映画祭のオープニング・セレモニーで授賞式が行われる。
2005年現在、オンライン映画ジャーナル『Undercurrents』（「底流」の意）を発行している。編集長は映画批評家のクリス・フジワラである。

## FIPRESCI グランプリ受賞作品
- 1999年度『オール・アバウト・マイ・マザー』ペドロ・アルモドバル監督
- 2000年度『マグノリア』ポール・トーマス・アンダーソン監督
- 2001年度『チャドルと生きる』ジャファール・パナヒ監督
- 2002年度『過去のない男』アキ・カウリスマキ監督
- 2003年度『冬の街（英語版）』ヌリ・ビルゲ・ジェイラン監督
- 2004年度『アワーミュージック』ジャン・リュック・ゴダール監督
- 2005年度『うつせみ』キム・ギドク監督
- 2006年度『ボルベール〈帰郷〉』ペドロ・アルモドバル監督
- 2007年度『4ヶ月、3週と2日』クリスティアン・ムンジウ監督
- 2008年度『ゼア・ウィル・ビー・ブラッド』ポール・トーマス・アンダーソン監督
- 2009年度『白いリボン』ミヒャエル・ハネケ監督
- 2010年度『ゴーストライター』ロマン・ポランスキー監督
- 2011年度『ツリー・オブ・ライフ』テレンス・マリック監督
- 2012年度『愛、アムール』ミヒャエル・ハネケ監督
- 2013年度『アデル、ブルーは熱い色』アブデラティフ・ケシシュ監督
- 2014年度『6才のボクが、大人になるまで。』リチャード・リンクレイター監督
- 2015年度『マッドマックス 怒りのデス・ロード』ジョージ・ミラー監督
- 2016年度『ありがとう、トニ・エルドマン』マーレン・アデ監督
- 2017年度『希望のかなた』アキ・カウリスマキ監督[6]
- 2018年度『ファントム・スレッド』ポール・トーマス・アンダーソン監督
- 2019年度『ROMA/ローマ』アルフォンソ・キュアロン監督[7]。
- 2020年度 未授賞
- 2021年度『ノマドランド』クロエ・ジャオ監督
- 2022年度『ドライブ・マイ・カー』濱口竜介監督[5]
- 2023年度『枯れ葉』アキ・カウリスマキ監督
- 2024年度『哀れなるものたち』ヨルゴス・ランティモス監督